# Heracles Almelo
Heracles Almelo es un club de fútbol de la ciudad de Almelo, en los Países Bajos. Fue fundado el 3 de mayo de 1903 y participa en la Eredivisie, la primera división del fútbol neerlandés.

## Historia
El Heracles jugó sus partidos bajo el nombre de SC Heracles 74, desde el 1 de julio de 1974, y en 1998 se cambia el nombre al actual.
En la campaña 2004-2005, el Heracles logra el ascenso a la liga de primera división (Eredivisie), lo que le dio el pase a la división de honor del fútbol neerlandés. Lo destacable no solo ha sido su permanencia en la máxima serie sino, la asistencia de los adherentes al club. De 5.700 espectadores en la temporada 2004-05, pasan desde la campaña 2005-06 a superar los 8.300 espectadores. Luego de las reformas en la temporada 20015-16, el estadio es capaz de albergar a 13.500 espectadores.

## Uniforme
- Uniforme titular: Camiseta blanca con rayas negras, pantalón negro y medias blancas.
- Uniforme alternativo: Camiseta blanca, pantalón blanco y medias blancas.

## Estadio
El estadio del Heracles es el Polman Stadion, y fue inaugurado en 1999. Tiene una capacidad para 8.300 espectadores.

## Entrenadores
- Horace Colclough (1920–32)
- Robert Roxburgh (1932–35)[1][2]
- Leslie Lievesley (1946–1947)
- Duggie Lochhead (1953–56)
- Jan Bilj (1956–60)
- Michael Keeping (1960–61)
- Jaap van der Leck (1961–63)
- Keith Spurgeon (1963–1964)
- Jan de Bouter (1964–66)
- Les Talbot (1966–1967)
- Toon Valks (1967–69)
- Evert Teunissen (1969–1970)
- Rinus Gosens (1970–1972)
- Ron Dellow (1972–1975)
- Jan Verhaert (1975–76)
- Hennie Hollink (1976–1979)
- Theo Laseroms (1979–81)[3]
- Jan Morsing (1981–1982)[4]
- Arie Stehouwer (1982–83)
- Gerard Somer (1983–87)[5]
- Jan Morsing (1988)[6][7]
- Henk van Brussel (1989–90)
- Henk ten Cate (1990–1992)
- Azing Griever (1993–1995)
- Jan van Staa (1995–1996)
- Gerard Marsman (1996–1998)
- Theo Vonk (1998–1999)
- Fritz Korbach (1999–2001)
- Gertjan Verbeek (2001–2004)
- Peter Bosz (2004–2006)
- Ruud Brood (2006–2007)
- Gert Heerkes (2008–2009)
- Gertjan Verbeek (2009–2010)
- Peter Bosz (2010–2013)
- Jan de Jonge (2013–2014)
- John Stegeman (2014-2018)
- Frank Wormuth (2018–2022)
- John Lammers (2022–Act.)

## Palmarés

### Torneos nacionales
- Liga de Primera División (2): 1927, 1941
- Eerste Divisie (4): 1962, 1985, 2005, 2023

## Participación en competiciones de la UEFA
| Competicion UEFA | Competicion UEFA   | Competicion UEFA  | Competicion UEFA | Competicion UEFA | Competicion UEFA | Competicion UEFA |
| Temporada        | Torneo             | Ronda             | Club             | Casa             | Visita           | Global           |
| ---------------- | ------------------ | ----------------- | ---------------- | ---------------- | ---------------- | ---------------- |
| 2016–17          | UEFA Europa League | 3ª Clasificatoria | Arouca           | 1–1              | 0–0              | 1–1 (a)          |